# Хёсс, Рудольф

Приговор немецкого суда по делу Хёсса и Бормана, 1924

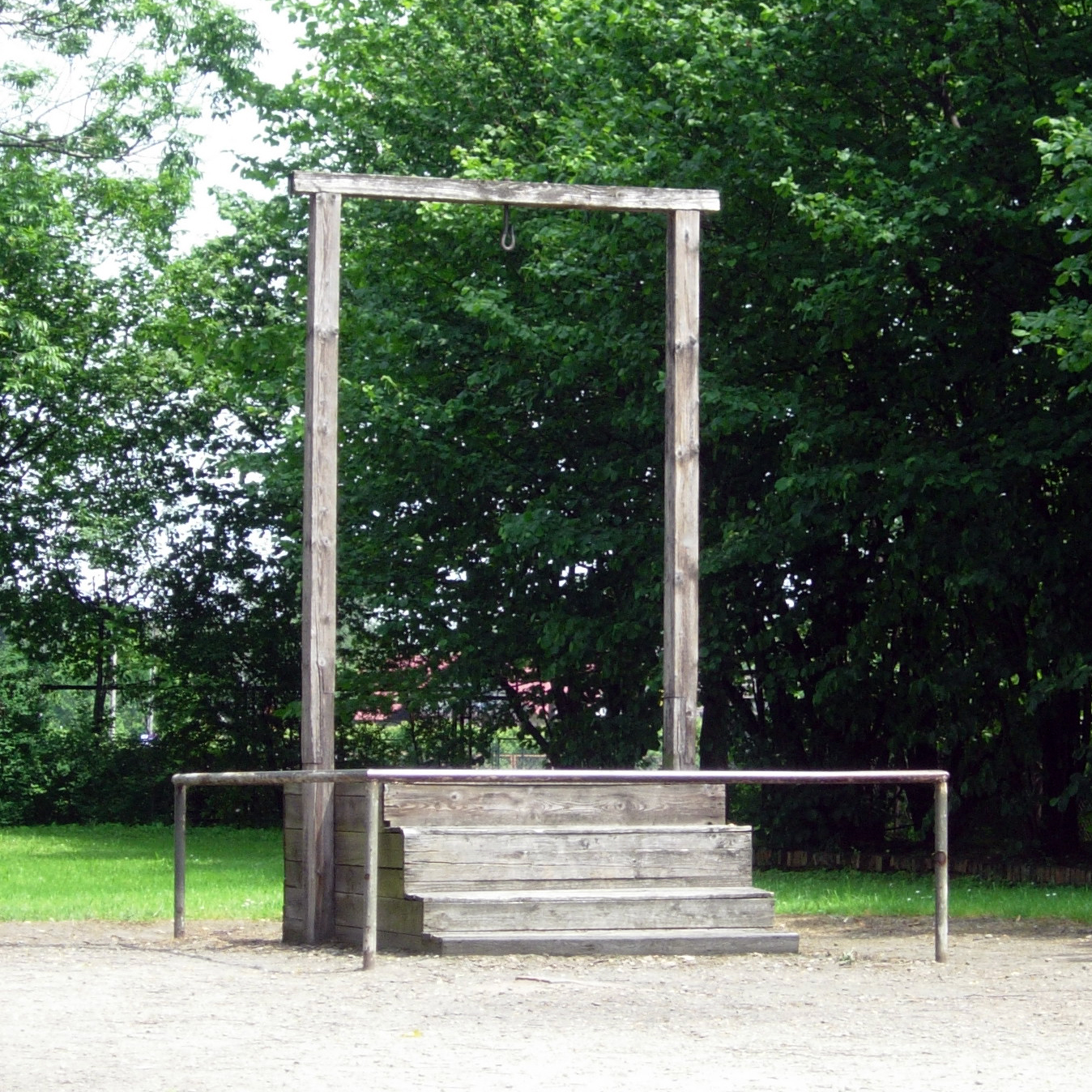
Место казни Рудольфа Хёсса

Ру́дольф Фра́нц Фе́рдинанд Хёсс (нем. Rudolf Franz Ferdinand Höß; 25 ноября 1900 — 16 апреля 1947) — комендант концентрационного лагеря Освенцим (4 мая 1940 — 9 ноября 1943), инспектор концентрационных лагерей (9 ноября 1943—1945), заместитель главного инспектора концентрационных лагерей в Главном административно-хозяйственном управлении СС (нем. SS-Wirtschafts-Verwaltungs-Hauptamt (WVHA)) Рихарда Глюкса (ноябрь 1943 — май 1945), оберштурмбаннфюрер СС (18 июля 1942).

## Биография
Родился в Баден-Бадене в католической семье мелкого лавочника. Отец — Франц Ксавер Хёсс. После переезда в Мангейм посещал старейшую в городе гимназию Карла-Фридриха. Его отец хотел, чтобы сын стал католическим священником. Однако Рудольф разочаровался в церкви в возрасте 13 лет, когда пришёл к выводу о том, что исповедовавший его священник нарушил тайну исповеди. После смерти отца Рудольф Хёсс продолжал учиться в школе, а 1 августа 1916 года ушёл добровольцем на фронты Первой мировой войны. Служил в запасном эскадроне 2-го Баденского драгунского полка. В 1916—1918 годах в составе турецкой армии воевал на Месопотамском и Палестинском фронтах против англичан. Был неоднократно ранен. За боевые отличия в 1917 году награждён Железным крестом 1-го и 2-го классов, Галлиполийской звездой, а также другими наградами, вице-вахмистр, в конце 1917 года стал самым молодым фельдфебелем в германской армии.

### После Первой мировой войны
В 1919 году вступил в добровольческий корпус Россбаха, в составе которого сражался с коммунистами в Прибалтике, Руре и Верхней Силезии. 22 октября 1922 года вступил в НСДАП (билет № 3240). В 1923 году вместе с Мартином Борманом участвовал в убийстве школьного учителя Вальтера Кадова, который, как они полагали, выдал французским властям борца с французской оккупацией Рура Альберта Лео Шлагетера. Убийство было совершено с особой жестокостью и цинизмом. После совместного распития спиртного в ночь с 31 мая на 1 июня 1923 года Хёсс и его сообщники вывезли пьяного Кадова в лес, сначала учителя избили до полусмерти палками, потом ему перерезали горло и двумя выстрелами в голову застрелили. 28 июня 1923 года Хёсс был арестован и помещён в Лейпцигскую тюрьму. На процессе признан виновным и 15 марта 1924 года приговорён к 10 годам тюремного заключения. Свой срок Хёсс отбывал в Бранденбургской тюрьме. После ареста Хёсс автоматически перестал быть членом НСДАП и позже в неё уже не вступал. Отсидев четыре года, в 1928 году Хёсс вышел на свободу по амнистии для политических заключённых. После освобождения, с 1929 года, Хёсс работал в сельском хозяйстве, состоял в молодёжной организации националистического толка артаманов. Тогда же Хёсс познакомился с Генрихом Гиммлером.
В 1929 году Хёсс женился на Хедвиге Хензель, которая впоследствии родила ему пятерых детей.
После прихода НСДАП к власти 20 сентября 1933 года по личному приглашению Генриха Гиммлера вступил в СС (билет № 193 616), 1 декабря 1934 года был переведён в части СС «Мёртвая голова» (нем. Totenkopfverband) и зачислен в сформированный Айке штандарт «Верхняя Бавария» (Дахау). В концлагере Дахау служил блокфюрером (с 1 марта 1935 года), шарфюрером (с 1 апреля 1935 года), обершарфюрером (с 1 июля 1935 года), гауптшарфюрером (с 1 марта 1936 года), рапортфюрером (с 1 апреля 1936 года). 13 сентября 1936 года был произведён в унтерштурмфюреры СС и принят в корпус «фюреров» (офицеров) СС. С сентября 1936 года до перевода в Заксенхаузен Хёсс был эффектенфервальтером, заведующим имуществом заключённых. 1 августа 1938 года переведён в концентрационный лагерь Заксенхаузен адъютантом коменданта, в его ведении находился штаб лагерной комендатуры, он отвечал прежде всего за ведение служебной переписки с другими ведомствами и вышестоящими инстанциями Инспекции концлагерей. С 21 сентября 1939 года — командир лагерной охраны. В его обязанности входили организация и исполнение казней, в ходе которых среди прочих было уничтожено множество немецких исследователей Библии (Бибельфоршер; так до 1931 года назывались Свидетели Иеговы). Они отказывались от военной службы и за это были приговорены рейхсфюрером СС Гиммлером к смерти как уклоняющиеся от военной службы. 21 сентября 1939 года Хёсс стал шуцхафтлагерфюрером, начальником шуцхафтлагеря Заксенхаузен. 9 ноября 1939 года Хёсс получил чин гауптштурмфюрера СС.

### Создание Освенцима
1 февраля 1940 года по распоряжению Генриха Гиммлера Инспекцией концлагерей были обследованы «присоединённые области» за пределами Старого рейха с целью поисков пригодных территорий для создания концентрационных лагерей, в ходе чего было решено создать концентрационный лагерь на базе бывших артиллерийских казарм близ польского города Освенцим. 4 мая 1940 года Генрих Гиммлер лично назначил Хёсса комендантом и ответственным за строительство концентрационного лагеря Освенцим. При сооружении концлагеря Освенцим окрестные сельскохозяйственные земли были разделены на различные зоны, которые по очереди конфисковывались и объявлялись принадлежащими лагерю. В течение 1940 года Хёсс создал так называемую «сферу влияния концлагеря Освенцим». Она имела площадь около 40 квадратных километров и занимала треугольную область земли в месте слияния рек Сола и Висла. Из семи польских деревень этой области, в том числе из Бжезинки (Биркенау) местные жители были выселены. В них расположились принадлежавшие концлагерю Освенцим сельскохозяйственные службы (в Зоне I). В Зоне II были построены предприятия, на которых использовался труд около 2000 заключённых Освенцима. Согласно воле Генриха Гиммлера, Освенцим следовало сделать мощным центром трудоиспользования заключённых на работах по производству оружия. 1 марта 1941 года во время посещения Освенцима Генрих Гиммлер приказал Хёссу начать перестройку и увеличение старого лагеря для содержания 30 000 заключённых, начать строительство двух новых лагерей. Одного на 100 000 заключённых. Другого — на 10 000 заключённых, предназначенных для работы на производстве синтетического каучука. Таким образом, в октябре 1941 года при местечке Биркенау (Бжезинка), в трёх километрах от основного лагеря, было начато строительство «лагеря для военнопленных „Освенцим“», которому суждено было оказаться самым крупным из всех нацистских концлагерей. Впоследствии он был широко известен под названием Биркенау или Освенцим II. В непосредственной близости от лагеря позже были построены газовые камеры и крематории для уничтожения заключённых.
Основной контингент заключённых Освенцима до начала 1942 года составляли польские евреи. Следующим крупным контингентом заключённых стали советские военнопленные, которые должны были построить KGL [Kriegsgefangenenlager] (с нем. — «лагерь военнопленных») Биркенау. Они пришли из подведомственного вермахту лагеря для военнопленных Ламсдорф 0/S. В Освенцим они пришли пешим маршем. По дороге их не обеспечивали продовольствием, во время остановок их просто отводили на окрестные поля, и там они ели всё, что только можно было есть. Из более чем 10 000 советских военнопленных, доставленных в качестве главной рабочей силы для строительства лагеря для военнопленных Биркенау, к лету 1942 года осталось в живых несколько сотен. 6 ноября 1942 года семидесяти советским военнопленным удалось совершить массовый побег. Большая[уточнить] часть при этом была застрелена, но многим удалось убежать. Следующий крупный контингент составляли цыгане. К 1943 году в Освенциме находилось около 16 000 цыган. В ночь с 31 июля на 1 августа 1944 года бо́льшая часть цыган была уничтожена в газовых камерах, оставшиеся 4000 цыган тоже впоследствии были уничтожены в газовых камерах.

### «Окончательное решение еврейского вопроса»
Летом 1941 года было принято «Окончательное решение еврейского вопроса». Рейхсфюрер СС Генрих Гиммлер лично приказал Хёссу начать массовое уничтожение евреев. «Евреи — извечные враги немецкого народа, и они должны быть истреблены. Если биологические основы еврейства не удастся подорвать сейчас, когда-нибудь евреи уничтожат немецкий народ», — сказал Гиммлер.
27 июля 1941 года в ходе инспекционной поездки Освенцим посетил рейхсфюрер СС Генрих Гиммлер, приказавший значительно расширить лагерь. Впоследствии Освенцим стал крупнейшим из нацистских концентрационных лагерей. За время руководства Хёссом Освенцимом, по его собственным показаниям, в концлагере было уничтожено около двух с половиной миллионов человек.
Начались поиски быстрого и эффективного способа уничтожения большого количества людей. 3 сентября 1941 года во время командировки Хёсса его заместитель, гауптштурмфюрер Карл Фрицш, по собственной инициативе использовал при ликвидации советских военнопленных политруков, комиссаров и особых политических функционеров, содержавшихся в Освенциме, газ «Циклон Б» фирмы «Теш унд Штабенов», который использовался в Освенциме для борьбы с насекомыми. Он заполнил советскими военнопленными камеры, расположенные в подвале блока II, и, надев противогаз, бросил в камеры «Циклон Б», что вызвало смерть пленников. Во время визита Эйхмана Хёсс сообщил ему о применении «Циклона Б», и было принято решение использовать этот газ при грядущих массовых ликвидациях. Для убийства газом «Циклон Б» использовалась мертвецкая комната (зал для хранения тел) при крематории I при санитарной части, которая имела герметичную дверь. Для вбрасывания газа в крыше мертвецкой было пробито несколько дыр. Впоследствии опыт был признан успешным, и помещение морга в здании крематория I было переконструировано в газовую камеру. Камера функционировала с 1941 по 1942 год, а затем её перестроили в бомбоубежище СС. Впоследствии камера и крематорий I были воссозданы из оригинальных деталей и существуют по сей день в качестве памятника жестокости нацистов.
Массовое уничтожение евреев началось с января 1942 года. Сначала это были евреи из восточной части Верхней Силезии. Когда стали приходить первые транспорты с евреями, Эйхман доставил приказ Генриха Гиммлера, согласно которому у трупов вырывали золотые зубы, у женщин срезали волосы. Эти работы выполняла зондеркоманда, состоявшая из заключённых-евреев. До лета 1942 года трупы хоронили в массовых могилах. Лишь с конца лета приступили к сжиганию в крематориях. С конца лета 1942 года начали уничтожать массовые захоронения, трупы доставали из могил, клали сначала на штабеле дров примерно 2000 трупов, затем в ямах. Трупы поливались масляным осадком, затем древесным спиртом. В ямах сжигали постоянно, то есть днём и ночью. К концу ноября 1942 года все массовые захоронения были опустошены. Количество трупов, похороненных в массовых могилах, составляет 107 000. В 1942 году во время своего визита в Освенцим Генрих Гиммлер лично ознакомился со всем процессом ликвидации евреев, начиная с выгрузки из транспортов до извлечения трупов из бункера.
Аушвиц 3 — группа из приблизительно 40 небольших лагерей, созданных при фабриках и шахтах вокруг общего комплекса. Крупнейшим из таких лагерей был Мановиц, берущий название от польской деревни, располагавшейся на его территории. Он начал функционировать в мае 1942 года и был приписан к компании IG Farben. Такие лагеря регулярно посещали доктора и отбирали слабых и больных для газовых камер Биркенау.
В Аушвице 2 (Биркенау) было 4 газовые камеры и 4 крематория. Все четыре крематория вступили в строй в 1943 году: 1 марта — крематорий II, 25 июня — крематорий III, 22 марта — крематорий IV, 4 апреля — крематорий V.
9 ноября 1943 года Хёсс был переведён в Инспекцию концентрационных лагерей Главного административно-хозяйственного управления СС, где возглавил управление DI (центральное управление Управленческой группы «D»), а позже назначен заместителем главного инспектора концлагерей Рихарда Глюкса.

### Последние годы
В мае 1945 года бежал, скрывался под именем «боцмана Фрица Ланга» в Шлезвиг-Гольштейне. 11 марта 1946 года был арестован британской военной полицией на ферме возле Фленсбурга. В качестве свидетеля выступал на Международном Нюрнбергском процессе над главными военными преступниками, а также на процессе Американского военного трибунала по делу Главного административно-хозяйственного управления СС (дело Освальда Поля и других).
23 мая 1946 года выдан польским властям. 11—29 марта 1947 года в Варшаве состоялся процесс по делу Хёсса. Польский Верховный национальный трибунал 2 апреля 1947 года приговорил его к смертной казни через повешение. Перед смертью он исповедался польскому священнику. В направленном прокурору письме Хёсс признал, что причинил страшные страдания людям, и просил у Бога и польского народа о прощении. Виселица, на которой был повешен Хёсс, была установлена рядом с крематорием лагеря Аушвиц 1 в Освенциме.
Когда Хёсса спрашивали, зачем убивали миллионы невинных людей, он отвечал:

Прежде всего, мы должны слушать фюрера, а не философствовать.

Из показаний Рудольфа Хёсса на Нюрнбергском процессе:

В июне 1941 года я получил приказ установить в Аушвице оборудование для истребления евреев. Когда я оборудовал здание для истребления в Аушвице, то приспособил его для использования газа Циклон Б, который представлял собой кристаллическую синильную кислоту. Другим усовершенствованием, сделанным нами, было строительство газовых камер с разовой пропускной способностью в 2 тысячи человек, в то время как в десяти газовых камерах Треблинки можно было истреблять за один раз только по 200 человек в каждой.

### В культуре
Хёссом написаны автобиографические записки «Комендант Освенцима». В романе «Выбор Софи» американский писатель Уильям Стайрон высказал мысль, что эту книгу обязаны читать все, кто влияет на мысли сограждан, поскольку на фоне признаний её автора всё зло, «выведенное в большинстве романов, пьес и кинофильмов, примитивно, если не вообще фальшиво, этакая низкопробная смесь жестокости, выдумки, невропатических ужасов и мелодрамы». Первое издание книги вышло в 1951 году на польском языке в Варшаве, второе — на немецком в 1958 году. К 2006 году книга была переиздана в двадцатый раз.
Французский писатель Робер Мерль в своём романе «Смерть — моё ремесло» (1952) повествует об истории некоего Рудольфа Ланга — начальника, основателя и коменданта лагеря смерти «Освенцим-Биркенау». Литературный персонаж Рудольф Ланг во многом соответствует своему реальному прототипу Рудольфу Хёссу. Биография литературного персонажа Ланга также мало чем отличается от биографии Хёсса.
В 1977 году в Германии по роману Мерля был снят фильм «Из одной немецкой жизни».
В восьмой главе романа «Невиновные в Нюрнберге» (1972 год) польской писательницы Северины Шмаглевской, которая с 1942 по 1945 год была заключённой концлагеря Аушвиц-Биркенау, один из героев рассказывает об истории поимки Рудольфа Хёсса на датско-германской границе, при этом имя самого Хёсса в произведении называется лишь один раз: «Перепуганный подонок сразу расклеился. У англичан с ним хлопот не было, он им письменно заявил, что собственноручно подписал приказ об умерщвлении людей в Освенциме газом. Признался, что уничтожил два с половиной миллиона».
Хёсс стал персонажем романа Мартина Эмиса «Зона интересов» и его одноимённой экранизации (2023).

## Семья
Рудольф Хёсс был женат на Хедвиге Хенсель (1908—1989) с 17 августа 1929 года. Супруги имели пятеро детей:
- Клаус (1930—1980-е)
- Хейдетрауд (1932-не позднее 2020)
- Инге-Бриджит (1933—2023)
- Ханс-Юрген (род. 1937)
- Аннегрет (род. 1943)

Дети, повзрослев, отказывались осуждать своего отца.
Сын Ханса-Юргена Хёсса Райнер, внук коменданта, порвал с семьёй (в которой, по его словам, отец был тираном) в 16-летнем возрасте, получил профессию повара и с тех пор выступает с открытым осуждением своего деда, а также тех родственников, которые пытаются его оправдать. В 2020 году Райнер Хёсс был осуждён за мошенничество и приговорён к восьми месяцам тюремного заключения. Выяснилось, что он пытался использовать прошлое своей семьи для незаконного личного обогащения.